# Merlene Ottey
Merlene Ottey (Merlene Joyce Ottey, während ihrer Ehe Ottey-Page; * 10. Mai 1960 in Cold Spring, Hanover Parish) ist eine ehemalige jamaikanische Leichtathletin, die 2002 die slowenische Staatsbürgerschaft angenommen hat und bis zu ihrem Karriereende 2012 für Slowenien startete.

## Karriere
Ottey ist eine der erfolgreichsten Sprinterinnen in der Geschichte der Leichtathletik, obwohl sie nie Olympiasiegerin wurde. Als sie 1993 auch bei den Weltmeisterschaften in Stuttgart im Finale des 100-Meter-Laufs den Sieg um weniger als eine Nasenlänge verpasst hatte, drohte sie als „Ewige Zweite“ in die Sportgeschichte einzugehen. Über 200 Meter holte sie jedoch damals endlich Gold, was das Publikum mit einer minutenlangen Standing Ovation feierte.
Sie geriet unter Dopingverdacht, als im Juni 1999 ein Labor bei einem Dopingtest Spuren von Nandrolon entdeckte. Ottey und ihr Verband legten Einspruch gegen die vom IAAF verhängte zweijährige Sperre ein, während der sie die Weltmeisterschaften 1999 verpasste. Im Juli 2000 gab das IAAF-Schiedsgericht wegen mutmaßlicher Mängel bei der Arbeit des Labors dem Einspruch statt.
Bei den Olympischen Spielen 2000 in Sydney gewann Ottey mit der 4-mal-100-Meter-Staffel Silber. 2009 wurde ihr zudem wegen der dopingbedingten Disqualifikation von Marion Jones nachträglich die Bronzemedaille über 100 Meter zuerkannt. Ottey ist mit 40 Jahren somit die älteste Medaillengewinnerin bei olympischen Laufwettbewerben.
2002 nahm die seit 1998 in der slowenischen Hauptstadt Ljubljana lebende Sportlerin die Staatsbürgerschaft Sloweniens an und startete für ihre Wahlheimat 2004 zum siebten Mal in Folge bei den Olympischen Spielen in Athen. Über 100 Meter erreichte die damals 44-jährige das Halbfinale und scheiterte knapp als Fünfte am Erreichen des Finales. Sie startete außerdem über 200 Meter, erreichte auch in diesem Bewerb überraschend das Halbfinale, zog sich jedoch unmittelbar nach dem Start eine Verletzung zu. Es war ihr 52. olympisches Rennen. Mit ihren sieben Teilnahmen gehört Ottey zu den Sportlern mit den meisten Teilnahmen überhaupt.

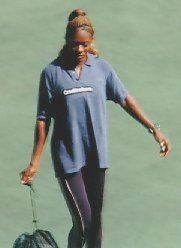
Marlene Ottey in Köln, 1997

Mitte Juli 2006 lief sie die 100 Meter in Maribor (Marburg/Slowenien) in 11,45 s. Damit erzielte sie einen Masters-Weltrekord in der Klasse über 45 Jahre. Bei einer zu den „Austrian Top 4“ zählenden Leichtathletik-Veranstaltung, die am 28. Juli 2006 in Wolfsberg (Kärnten, Österreich) abgehalten wurde, verbesserte Ottey bei regulären Bedingungen ihren Masters-Weltrekord auf 11,41 s.
Merlene Ottey startete am 8. August 2006 bei den Europameisterschaften in Göteborg. Dort erreichte sie als Dritte im 100-Meter-Vorlauf der Frauen in 11,41 s als Gesamtzwölfte aller Vorläuferinnen das Halbfinale. Das Finale am 9. August verpasste sie mit 11,44 s als Zehnte aller Halbfinalistinnen knapp.
Bei den Weltmeisterschaften 2007 in Osaka startete sie – mittlerweile 47-jährig – erneut auf der 100-Meter-Strecke. Sie wurde jedoch mit 11,64 s nur Vierte in ihrem Vorlauf und gehörte auch nicht zu denjenigen, die sich über die Zeit weiter qualifizieren konnten. 2008 verpasste Ottey die slowenische Olympianorm und wurde nicht für die Olympischen Spiele in Peking nominiert.
2010 stellte sie in Nove Mesto mit 11,67 s einen neuen Weltrekord über 100 Meter in der Altersklasse Ü 50 auf. 2012 nahm sie noch als älteste Teilnehmerin mit der slowenischen 4-mal-100-Meter-Staffel der Damen an den Europameisterschaften teil, scheiterte jedoch als Sechste ihres Vorlaufes. Als nächstes Ziel setzte sie sich zwar die Teilnahme an den Weltmeisterschaften 2013, nahm dann aber seit dem 30. Juni 2012 endgültig nur noch an Hobbyläufen teil.

## Persönliches
Die in ihrer aktiven Zeit 1,73 m große und 59 kg schwere Athletin ist das vierte von sieben Geschwistern. Sie schloss ein Studium an der University of Nebraska als Bachelor of Arts ab. Am 3. Februar 1984 heiratete sie den Hürdenläufer Nat Page; die Ehe war von kurzer Dauer.
Zwischen 1979 und 1995 wurde Ottey 13-mal zu Jamaikas Sportlerin des Jahres gewählt, sie ist damit Rekordhalterin für diese Auszeichnung.
Ottey lebt seit 2014 in der Schweiz.

## Bestleistungen
- 100 m: 10,74 s (7. September 1996)
- 200 m: 21,64 s (13. September 1991)

## Hallenbestleistungen
- 60 m: 6,96 s (14. Februar 1992) = ehem. WR
- 200 m: 21,87 s (13. Februar 1993) = WR

## Auszeichnungen
- 1990: Weltsportlerin des Jahres (La Gazzetta dello Sport)

## Ehrungen
Im Dezember 2005 vollendete der Bildhauer Basil Watson eine Statue der Sprinterin, die im jamaikanischen Nationalstadion aufgestellt wurde. Die 2,44 Meter hohe und 325 Kilogramm schwere Bronzeskulptur zeigt eine rennende Merlene Ottey, die mit ihrer rechten Hand in den Himmel greift. Der jamaikanische Premierminister Percival J. Patterson nahm an der Einweihung der Statue teil.